# Navis (Oostenrijk)
Navis is een gemeente in het district Innsbruck Land van de Oostenrijkse deelstaat Tirol.
Navis ligt in het tien kilometer lange Navistal, dat bij Matrei in het Wipptal uitmondt en doorstroomd wordt door het riviertje Navisbach. Het uitgestrekte gemeentegebied reikt vanaf de Sill tot aan de 2359 meter hoge Klammjoch en de 2886 meter hoge Lizumer Reckner in de Tuxer Alpen. Een deel van het gemeentegebied valt ten deel aan het militair oefenterrein Wattentaler Lizum. Dorpsdelen zijn Außerweg, Unterweg en Oberweg .

## Geschiedenis
De herkomst van de dorpsnaam is niet duidelijk. Mogelijk is het afgeleid van het Indogermaanse nav, wat stromen of zwemmen betekent, of van het Latijnse in abisso, wat in de kloof betekent. In het gebied zijn Romeinse munten gevonden, wat wijst op aanwezigheid van de Romeinen. De Bajuwaren die het gebied in de loop van de 6e eeuw bevolkten, gebruikten het dal als (berg)weide- en jachtgebied. Pas aan het einde van de 13e eeuw ontstond een duurzame vestiging. Het Benedictenklooster Biburg uit Neder-Beieren en de heren van Aufenstein waren toentertijd de grootste grootgrondbezitters in het gebied. In de 15e en 16e eeuw vond mijnbouw plaats, waarbij koper en zilver gewonnen werd. De belangrijkste oud-inwoner van de gemeente is de predikant en kerkarchitect Franz de Paula Penz (1707-1772).